# 8 juli
8 juli is de 189ste dag van het jaar (190ste dag in een schrikkeljaar) in de gregoriaanse kalender. Hierna volgen nog 176 dagen tot het einde van het jaar.

## Gebeurtenissen
- Algemeen
  - 1889 - Eerste editie van The Wall Street Journal.
  - 1917 - De opstand in Petrograd (Sint-Petersburg) mislukt en Lenin vlucht naar Finland.
  - 1947 - Volgens een persbericht van de Amerikaanse luchtmacht is in Roswell in New Mexico een vliegende schotel geland.
  - 1992 - In Uithoorn ontploft door een verkeerd mengsel een ketel van teerfabriek Cindu. Drie brandweermensen overlijden; elf mensen raken gewond.
  - 2014 - Bij een treinongeluk in Zuid-Afrika raken zeker 52 mensen gewond. Twee treinen botsten in de oostelijke kuststad Durban boven op elkaar.
  - 2016 - In Dallas wordt geschoten bij een protest tegen politiegeweld. Vijf politiemensen komen om het leven; twaalf mensen raken gewond.
  - 2023 - Rikkie Kollé wordt uitgeroepen tot Miss Nederland 2023 en is de eerste transgender vrouw die de verkiezing wint. Kollé mag nu Nederland vertegenwoordigen bij de Miss Universe 2023 verkiezing.[1][2]
- Economie
  - 2019 - De Deutsche Bank kondigde aan dat er wereldwijd 18.000 banen gaan verdwijnen. Een van de grootste banken van Europa, heeft al jaren te kampen met slechte resultaten, hoge kosten en miljardenboetes vanwege onder andere schandalen.
- Infrastructuur
  - 1997 - Bij een busongeluk in Egypte (Aswan) komen 8, meest jonge, Nederlandse toeristen om het leven.[3]
  - 2007 - De Boeing 787 Dreamliner wordt voor het eerst aan het publiek gepresenteerd.
- Media
  - 2023 - SBS6 zendt de eerste aflevering uit van het televisieprogramma The Talent Scouts, gepresenteerd door Kelvin Boerma.[4][5]
- Oorlog
  - 1945 - De Nederlandse onderzeeboot O 19 loopt vast op Laddrif en wordt twee dagen later vernietigd door de Amerikaanse onderzeeboot Cod.
- Politiek
  - 1991 - Naar schatting 400.000 betogers eisen het aftreden van president Didier Ratsiraka van Madagaskar tijdens een demonstratie in de hoofdstad Antananarivo.[6]
  - 2022 - De Japanse oud-premier Shinzo Abe wordt neergeschoten bij een verkiezingstoespraak in Nara en bezwijkt aan zijn verwondingen.[7]
- Recreatie
  - 2006 - In de Amsterdam ArenA vindt voor de vijfde keer het Nederlandse dance event plaats: Sensation Black.
  - 2010 - In Attractiepark Toverland opent de attractie Scorpios.
- Religie
  - 1997 - Benoeming van Patrick Hoogmartens tot bisschop-coadjutor met recht van opvolging van Hasselt in België.
  - 2006 - Paus Benedictus XVI brengt een tweedaags bezoek aan Valencia in Spanje ter gelegenheid van de Wereldgezinsdagen.
- Sport
  - 1901 - Oprichting van de Peruviaanse voetbalclub Club Sportivo Cienciano.
  - 1990 - West-Duitsland wint in Italië de wereldtitel door titelverdediger Argentinië in de finale van het WK voetbal met 1-0 te verslaan.
  - 1990 - De mannenfinale op Wimbledon wordt gewonnen door de Zweed Stefan Edberg. Hij verslaat de Duitser Boris Becker in vijf sets: 6-2, 6-2, 3-6, 3-6, 6-4.
  - 2000 - Lars Frölander scherpt bij de EK zwemmen in Helsinki het Europees record op de 100 meter vlinderslag aan tot 52,23.
  - 2002 - Serena Williams lost haar twee jaar oudere zus Venus na vier weken af als de nummer één op de wereldranglijst der proftennissters.
  - 2007 - Roger Federer wint voor de vijfde keer op rij het mannentoernooi van Wimbledon door in de finale Rafaël Nadal te verslaan.
  - 2012 - Roger Federer wint voor de zevende keer het mannentoernooi van Wimbledon. In de finale is hij te sterk voor Andy Murray.
  - 2016 - Atlete Dafne Schippers wint de 100 meter tijdens de Europese kampioenschappen in Amsterdam.
  - 2023 - BMX'er Niek Kimmann uit Nederland wordt in Besançon (Frankrijk) Europees Kampioen bij de heren. Jérémy Rencurel en Romain Racine, beiden uit Frankrijk, pakken zilver en brons.[8]
  - 2023 - De Nederlandse Merel Smulders pakt brons bij de Europese Kampioenschappen BMX in Besançon (Frankrijk) en dat is de eerste EK-medaille in haar loopbaan. De Zwitserse Zoe Claessens pakt de kampioenstitel en Malene Kejlstrup uit Denemarken rijdt naar zilver.[8]
  - 2023 - Engeland wint het Europees kampioenschap voetbal onder 21 door Spanje in de finale met 1-0 te verslaan.[9]
- Wetenschap en technologie
  - 1961 - Even na middernacht in onze tijdzone lanceert US Airforce de Discoverer 26 spionagesatelliet vanaf Lanceercomplex 75-3-5 op de Vandenberg Air Force Base.[10][11]
  - 2011 - Lancering van spaceshuttle Atlantis voor missie STS-135 met als doel het afleveren van benodigdheden bij het ISS.[12]

## Geboren

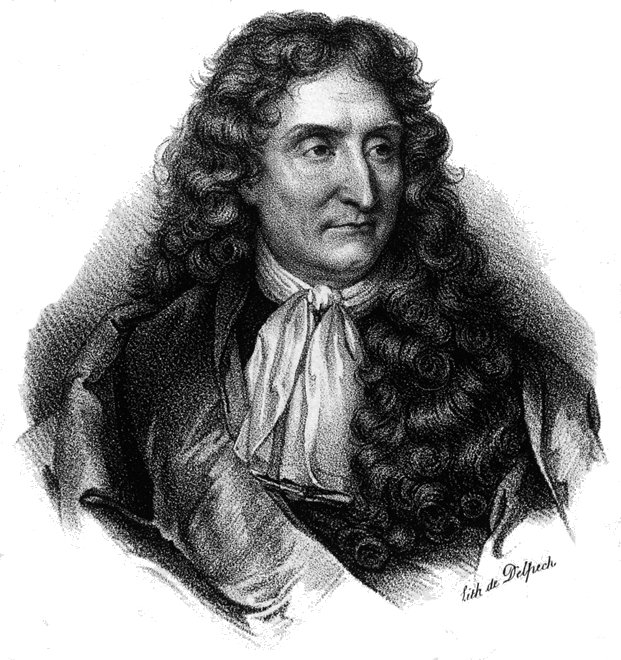
Jean de La Fontaine,
geboren in 1621

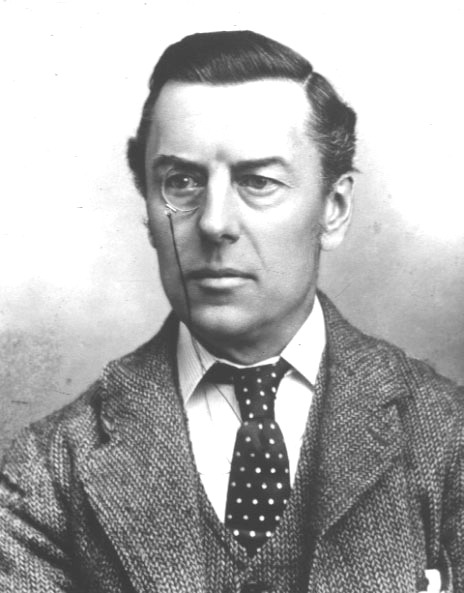
Joseph Chamberlain,
geboren in 1836

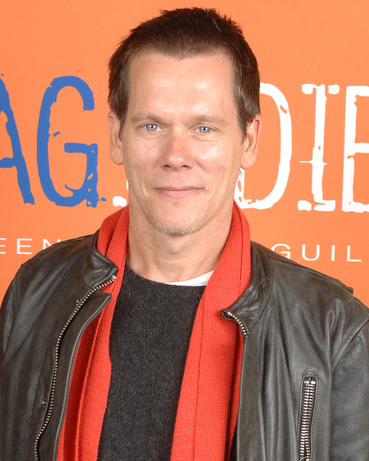
Kevin Bacon,
geboren in 1958

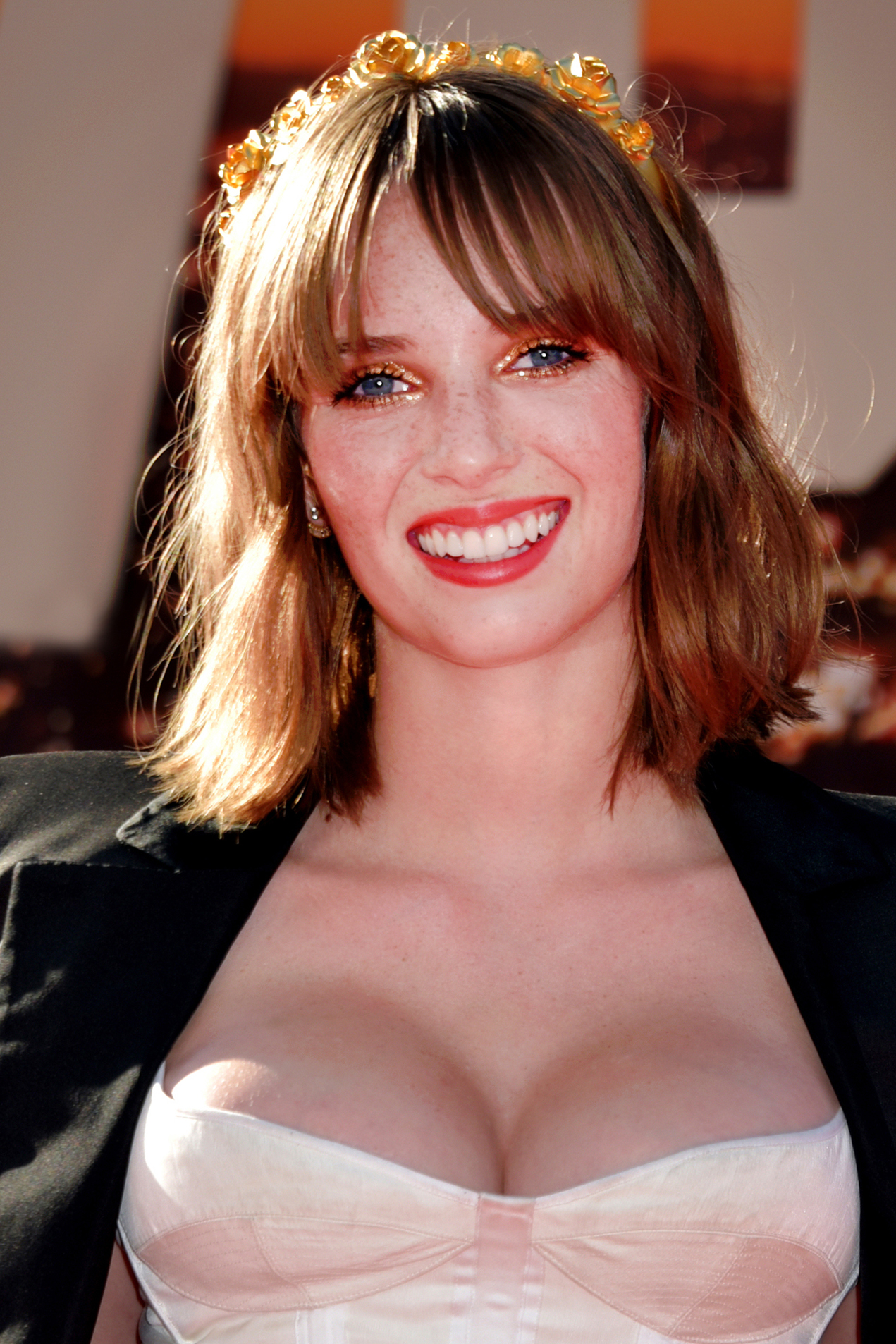
Maya Hawke,
geboren in 1998

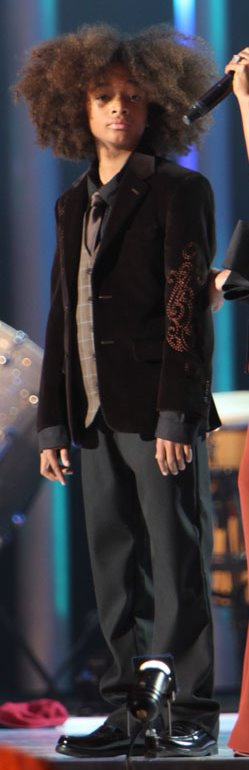
Jaden Smith,
geboren in 1998

- 1528 - Emanuel Filibert van Savoye, hertog van Savoye en landvoogd van de Nederlanden (overleden 1580)
- 1535 - Emanuel van Meteren, Nederlands historicus (overleden 1612)
- 1593 - Artemisia Gentileschi, Italiaans kunstschilder (overleden 1652)
- 1621 - Jean de La Fontaine, Frans fabelschrijver (overleden 1695)
- 1811 - Theodoor van Ryswyck, Belgisch schrijver, flamingant en grootneerlandist. (overleden 1849)
- 1831 - John Pemberton, Amerikaans arts en apotheker, uitvinder van de drank Coca-Cola (overleden 1888)
- 1836 - Joseph Chamberlain, Brits politicus (overleden 1914)
- 1838 - Ferdinand von Zeppelin, Duits uitvinder van de zeppelin (overleden 1917)
- 1839 - John D. Rockefeller, Amerikaans zakenman en oprichter van Standard Oil (overleden 1937)
- 1851 - Arthur John Evans, Welsh archeoloog (overleden 1941)
- 1867 - Käthe Kollwitz, Duits kunstenares (overleden 1945)
- 1881 - Kurt Melcher, Duits jurist, politiebeambte en hoofdcommissaris (overleden 1970)
- 1882 - Percy Grainger, Australisch pianist (overleden 1961)
- 1885 - Ernst Bloch, Duits filosoof (overleden 1977)
- 1887 - John Flanders, Belgisch schrijver (overleden 1964)
- 1893 - Lambert Hillyer, Amerikaans filmregisseur en scenarioschrijver (overleden 1969)
- 1895 - Igor Tamm, Russisch natuurkundige en Nobelprijswinnaar (overleden 1971)
- 1897 - Isabelino Gradín, Uruguayaans voetballer (overleden 1944)
- 1899 - Jan Boer, Gronings dichter (overleden 1983)
- 1900 - George Antheil, Amerikaans componist (overleden 1959)
- 1908 - Nelson Rockefeller, Amerikaans vicepresident onder president Gerald Ford (overleden 1979)
- 1910 - Diana Ross, Engels kinderboekenschrijfster (overleden 2000)
- 1912 - Xavier Vanslambrouck, Belgisch-Amerikaans baanwielrenner (overleden 1972)
- 1914 - Billy Eckstine, Amerikaans jazzmuzikant (overleden 1993)
- 1918 - Cor Hilbrink, Nederlands ondernemer, verzetsstrijder en sportbestuurder (overleden 1973)
- 1919 - Walter Scheel, West-Duits bondspresident (overleden 2016)
- 1921 - Jan Brusse, Nederlands journalist (overleden 1996)
- 1921 - Sanny Day, Nederlands jazzzangeres (overleden 2008)
- 1923 - Harrison Dillard, Amerikaans atleet (overleden 2019)
- 1924 - Johnnie Johnson, Amerikaans bluespianist (overleden 2005)
- 1924 - Anton Schwarzkopf, Duits zakenman (overleden 2001)
- 1925 - Lies Bonnier, Nederlands zwemster (overleden 2021)
- 1925 - Marco Cé, Italiaans kardinaal-patriarch van Venetië (overleden 2014)
- 1926 - David Armstrong, Australisch filosoof en hoogleraar (overleden 2014)
- 1926 - Elisabeth Kübler-Ross, Zwitsers-Amerikaans psychiater (overleden 2004)
- 1928 - Pier Giacomo Pisoni, Italiaans historicus, paleograaf en een archivaris (overleden 1991)
- 1928 - Piet Reckman, Nederlands politiek activist (overleden 2007)
- 1929 - Shirley Ann Grau, Amerikaans schrijfster (overleden 2020)
- 1932 - Joaquin Bernas, Filipijns jezuïet en emeritus-decaan (overleden 2021)
- 1935 - Steve Lawrence, Amerikaans zanger, acteur en entertainer (overleden 2024)
- 1936 - Rudolf de Korte, Nederlands politicus en bestuurder (overleden 2020)
- 1937 - Kate Jobson, Zweeds zwemster
- 1937 - Ben Muthofer, Duits beeldhouwer en graficus (overleden 2020)
- 1940 - Joe Mauldin, Amerikaans bassist (overleden 2015)
- 1941 - Bernard Van De Kerckhove, Belgisch wielrenner (overleden 2015)
- 1943 - Ri Chun-hee, Noord-Koreaans presentatrice
- 1945 - Micheline Calmy-Rey, Zwitsers politica
- 1945 - Herbert Schirmer, Duits politicus
- 1947 - Kim Darby, Amerikaans actrice
- 1949 - Y.S. Rajasekhara Reddy, Indiaas politicus (overleden 2009)
- 1949 - Michel Waisvisz, Nederlands componist en muzikant (overleden 2008)
- 1950 - Maria van Daalen, Nederlands dichter en schrijfster
- 1951 - Anjelica Huston, Amerikaans actrice
- 1951 - Geert de Jong, Belgisch actrice
- 1951 - Adalberto Martínez Flores, Paraguayaans kardinaal
- 1952 - Luk De Koninck, Belgisch acteur
- 1952 - Marianne Williamson, Amerikaans spiritueel leraar, auteur en spreker
- 1954 - Flip Broekman, Nederlands liedjes- en toneelschrijver (overleden 2020)
- 1954 - Antigoni Papadopoulou, Cypriotisch politica en scheikundige
- 1954 - Ronald Spelbos, Nederlands voetballer en voetbaltrainer
- 1955 - Lena Endre, Zweeds actrice
- 1955 - Donatella Rettore, Italiaans zangeres en actrice
- 1956 - Jean-René Bernaudeau, Frans wielrenner
- 1958 - Kevin Bacon, Amerikaans acteur
- 1958 - Tzipi Livni, Israëlisch politica (Kadima)
- 1959 - Isabelo Abarquez, Filipijnse bisschop
- 1959 - Marc De Blander, Belgisch atleet
- 1959 - Robert Knepper, Amerikaans acteur
- 1959 - Matthias Storme, Belgisch jurist
- 1960 - Celsius Waterberg, Surinaams arts en politicus
- 1961 - Andrew Fletcher, Brits muzikant (Depeche Mode) (overleden 2022)
- 1961 - Toby Keith, Amerikaans countryzanger en acteur (overleden 2024)
- 1961 - Karl Seglem, Noors jazzsaxofonist
- 1964 - Linda de Mol, Nederlands presentatrice
- 1967 - Dries Vanhegen, Belgisch acteur, scenarist en auteur
- 1968 - Christian Saceanu, Duits tennisser
- 1968 - Michael Weatherly, Amerikaans acteur
- 1970 - Beck, Amerikaans zanger
- 1970 - Micky Hoogendijk, Nederlands actrice
- 1970 - Ivonne Kraft, Duits mountainbikester
- 1970 - Sebastiaan Labrie, Nederlands acteur en presentator
- 1970 - Lia van Schie, Nederlands schaatsster
- 1971 - Merijn de Bruin, Nederlands tafeltennisser
- 1972 - Davit Dzjanasjia, Georgisch voetballer
- 1973 - Jozef Kožlej, Slowaaks voetballer
- 1974 - Elvir Baljić, Bosnisch voetballer
- 1975 - Régis Laconi, Frans motorcoureur
- 1976 - Jessy De Smet, Belgisch zangeres
- 1976 - Maikel Renfurm, Nederlands voetballer
- 1977 - Christian Abbiati, Italiaans voetballer
- 1977 - Selima Sfar, Tunesisch tennisster
- 1977 - Werner de Saeger, Belgisch hoogleraar, rechtsgeleerde, theoloog en marinekapitein
- 1978 - Gaia Bassani Antivari, Azerbeidzjaans alpineskiester
- 1978 - Juan Miguel Mercado, Spaans wielrenner
- 1979 - Olesja Forsjeva, Russisch atlete
- 1980 - Robbie Keane, Iers voetballer
- 1981 - Davy De fauw, Belgisch voetballer
- 1981 - Shalane Flanagan, Amerikaans atlete
- 1981 - Wim Nieuwkerk, Nederlands duatleet
- 1981 - Anastasija Myskina, Russisch tennisster
- 1982 - Sophia Bush, Amerikaans actrice
- 1982 - Nele Van Doninck, Belgisch atlete
- 1983 - Matt Daly, Engels hockeyer
- 1983 - Robert Lathouwers, Nederlands atleet
- 1983 - Eric Matoukou, Kameroens voetballer
- 1983 - Takuya Miyamoto, Japans voetballer (overleden 2022)
- 1984 - Jan-Paul Buijs, Nederlands acteur
- 1984 - Rachel van Cutsen, Nederlands badmintonster
- 1984 - Daniella Sarahyba, Braziliaans topmodel
- 1984 - Mariem Alaoui Selsouli, Marokkaans atlete
- 1984 - John Martin, Australisch autocoureur
- 1985 - Jamie Cook, Brits gitarist
- 1986 - Tim Kimman (Jebroer), Nederlands rapper
- 1986 - Susan Kuijken, Nederlands atlete
- 1987 - Juan Carlos Paredes, Ecuadoraans voetballer
- 1987 - Sergio Zijler, Nederlands voetballer
- 1988 - Jutatip Maneephan, Thais wielrenner
- 1988 - Miki Roqué, Spaans voetballer (overleden 2012)
- 1988 - Matej Vyšňa, Slowaaks wielrenner
- 1989 - Yarden Gerbi, Israëlisch judoka
- 1989 - Emma Kimiläinen, Fins autocoureur
- 1990 - Kermit Erasmus, Zuid-Afrikaans voetballer
- 1990 - Alexandru Maxim, Roemeens voetballer
- 1990 - Kevin Trapp, Duits voetballer
- 1991 - Virgil van Dijk, Nederlands voetballer
- 1992 - Yancarlos Martinez, Dominicaans atleet
- 1992 - Sandi Morris, Amerikaans atlete
- 1992 - Norman Nato, Frans autocoureur
- 1992 - Son Heung-min, Zuid-Koreaans voetballer
- 1993 - David Corenswet, Amerikaans acteur
- 1993 - Lukas Greiderer, Oostenrijks Noordse combinatieskiër
- 1994 - Phil Bauhaus, Duits wielrenner
- 1996 - Mazen Al-Yassin, Saoedi-Arabisch atleet
- 1997 - Jochem Dobber, Nederlands atleet
- 1998 - Jakara Anthony, Australisch freestyleskiester
- 1998 - Maya Hawke, Amerikaans actrice en model
- 1998 - Jaden Smith, Amerikaans acteur
- 2000 - Sophie Nyweide, Amerikaans actrice (overleden 2025)
- 2000 - Anna-Lena Stolze, Duits voetbalster
- 2002 - Ilchan Dostjev, Kazachs wielrenner
- 2006 - Isabella Sermon, Brits actrice
- 2006 - James Wharton, Australisch autocoureur

## Overleden

Kim Il-sung,
overleden in 1994

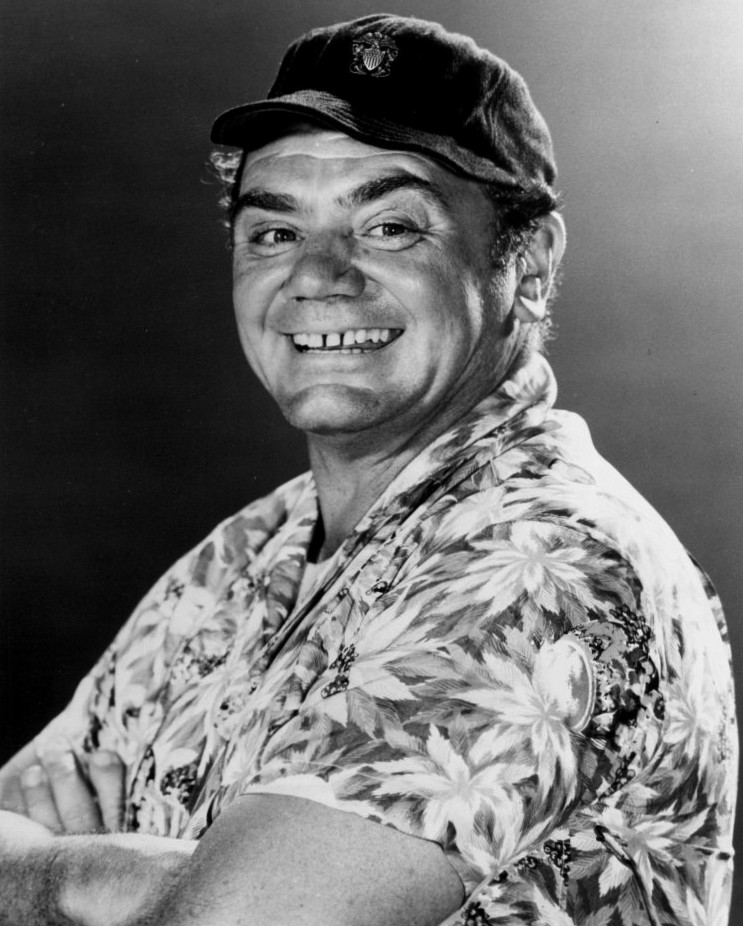
Ernest Borgnine,
overleden in 2012

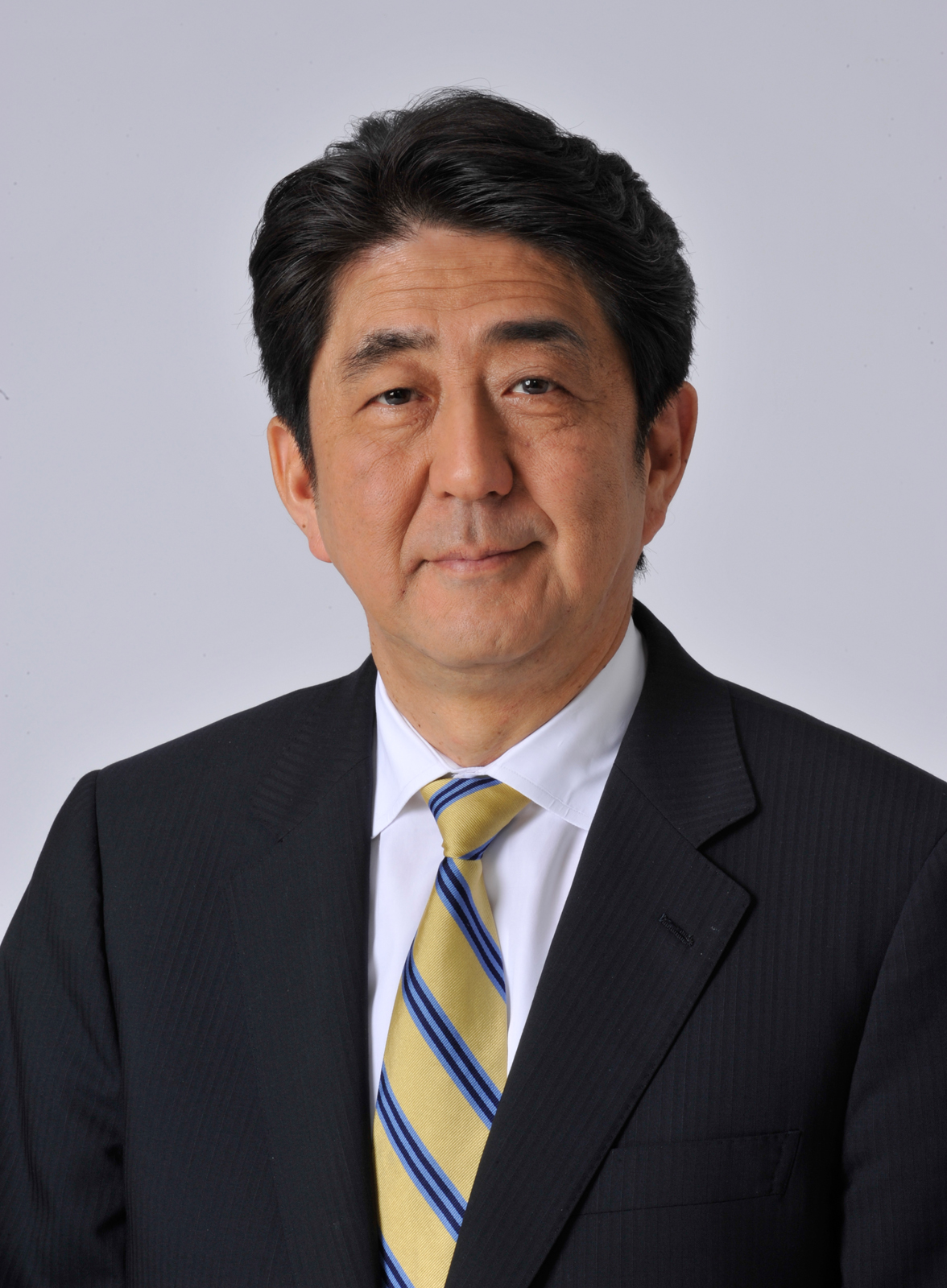
Shinzo Abe,
overleden in 2022

- 810 - Pepijn van Italië (33), Frankisch koning
- 975 - Edgar van Engeland (33), koning van Engeland (959-975)
- 1153 - Eugenius III, paus van 1145 tot 1153
- 1422 - Michelle van Valois (27), dochter van Karel VI, koning van Frankrijk, en eerste echtgenote van Filips de Goede
- 1538 - Diego de Almagro (~63), Spaans ontdekkingsreiziger
- 1623 - Gregorius XV (69), paus van 1621 tot 1623
- 1695 - Christiaan Huygens (66), Nederlands astronoom, wis- en natuurkundige
- 1784 - Torbern Olof Bergman (49), Zweeds scheikundige en mineraloog
- 1822 - Percy Bysshe Shelley (29), Engels schrijver
- 1839 - Milan III Obrenović (19), Servisch vorst
- 1850 - Adolf van Cambridge (76), hertog van Cambridge
- 1855 - William Edward Parry (64), Brits militair
- 1859 - Oscar I (60), koning van Zweden en Noorwegen
- 1870 - Jan David Zocher (79), Nederlands architect en stedenbouwkundige
- 1873 - Franz Xaver Winterhalter (68), Duits kunstschilder
- 1892 - Francesco Battaglini (69), Italiaans kardinaal-aartsbisschop van Bologna
- 1909 - Willem Voormolen (53), Nederlands militair, burgemeester en politiefunctionaris
- 1926 - Léonie de Waha (90), Belgisch feministe, filantroop, opvoeder en Waals activiste
- 1936 - Georgi Tsjitsjerin (63), Russisch minister van Buitenlandse zaken
- 1943 - Jean Moulin (44), Frans verzetsleider in de Tweede Wereldoorlog
- 1946 - Aleksandr Aleksandrov (63), Russisch componist
- 1963 - Fritz Tscherter (74), Duits voetballer
- 1967 - Rosa Spier (75), Nederlands harpiste
- 1972 - Ghassan Kanafani (36), Palestijns schrijver en toneelschrijver
- 1973 - Harry Edward (75), Brits atleet
- 1982 - Hildegard Michaelis (81), Duitse, maar in Nederland werkzame textielkunstenares en oprichtster van drie benedictijner kloosters
- 1985 - Jean-Paul Le Chanois (75), Frans filmregisseur en scenarioschrijver
- 1986 - Hyman Rickover (86), Amerikaans admiraal
- 1988 - Ray Barbuti (83), Amerikaans atleet en Americanfootballspeler
- 1990 - Hans Faverey (56), Nederlands dichter
- 1993 - Alfred Dattner (90), Zwitsers autocoureur
- 1993 - John Riseley-Prichard (69), Brits autocoureur
- 1994 - Kim Il-sung (82), Noord-Koreaans leider
- 1995 - Pál Kovács (82), Hongaars schermer
- 1995 - Willy Langestraat (81), Nederlands componist
- 1995 - Piet Zoetmulder (89), Nederlands taalkundige
- 1996 - Jan Brusse (75), Nederlands journalist
- 1997 - Dick van Dijk (51), Nederlands voetballer
- 2009 - Nico van Est (81), Nederlands wielrenner
- 2009 - Bertha Hertogh (72), Nederlandse vrouw wier adoptie in 1950 leidde tot etnische rellen in Singapore
- 2009 - Pieter Huys (62), Belgisch journalist en advocaat
- 2011 - Betty Ford (93), Amerikaans first lady
- 2011 - Berry Schepers (24), Nederlands voetballer
- 2012 - Lionel Batiste (81), Amerikaans jazzmuzikant en-zanger
- 2012 - Ernest Borgnine (95), Amerikaans acteur
- 2013 - Friedrich Gräsel (86), Duits beeldhouwer
- 2014 - Menno Buch (62), Nederlands ondernemer en televisiepresentator
- 2014 - Cornelis Dubbink (100), president van de Hoge Raad der Nederlanden
- 2015 - Irwin Keyes (63), Amerikaans acteur
- 2015 - Arne Kotte (80), Noors voetballer
- 2016 - Goldie Michelson (113), Amerikaans supereeuwelinge
- 2016 - Robert De Middeleir (77), Belgisch wielrenner
- 2016 - Jacques Rouffio (87), Frans filmregisseur, scenarioschrijver en filmproducent
- 2016 - Sydney Schanberg (82), Amerikaans journalist
- 2016 - Huub Strous (73), Nederlands burgemeester
- 2017 - Nelsan Ellis (39), Amerikaans acteur en filmproducent
- 2017 - Sylvia Nooij (32), Nederlands voetbalster
- 2018 - Tab Hunter (86), Amerikaans acteur en zanger
- 2018 - Oliver Knussen (66), Brits componist en dirigent
- 2019 - Jan Mokkenstorm (57), Nederlands psychiater
- 2020 - Odi Bouwmans (76), Nederlands burgemeester
- 2020 - Lambert Croux (93), Belgisch senator
- 2020 - Finn Christian Jagge (54), Noors alpineskiër
- 2020 - Alex Pullin (32), Australisch snowboarder
- 2020 - Naya Rivera (33), Amerikaans actrice en zangeres
- 2022 - Shinzo Abe (67), Japans politicus en premier
- 2022 - Luis Echeverría (100), Mexicaans president
- 2022 - Gregory Itzin (74), Amerikaans acteur
- 2022 - Angel Lagdameo (81), Filipijns aartsbisschop
- 2022 - José Eduardo dos Santos (79), Angolees president
- 2022 - Tony Sirico (79), Amerikaans acteur
- 2022 - Mauritz von Strachwitz (92), Duits autocoureur
- 2023 - Nikolaj Aljochin (68), Wit-Russisch schermer
- 2023 - Johnny Goos (80), Belgisch politicus
- 2024 - Alessandro Di Bucchianico (61), Nederlands wiskundige en schaker
- 2025 - Frans Brouw (96), Belgisch-Canadees pianist

## Viering/herdenking
- Rooms-katholieke kalender:

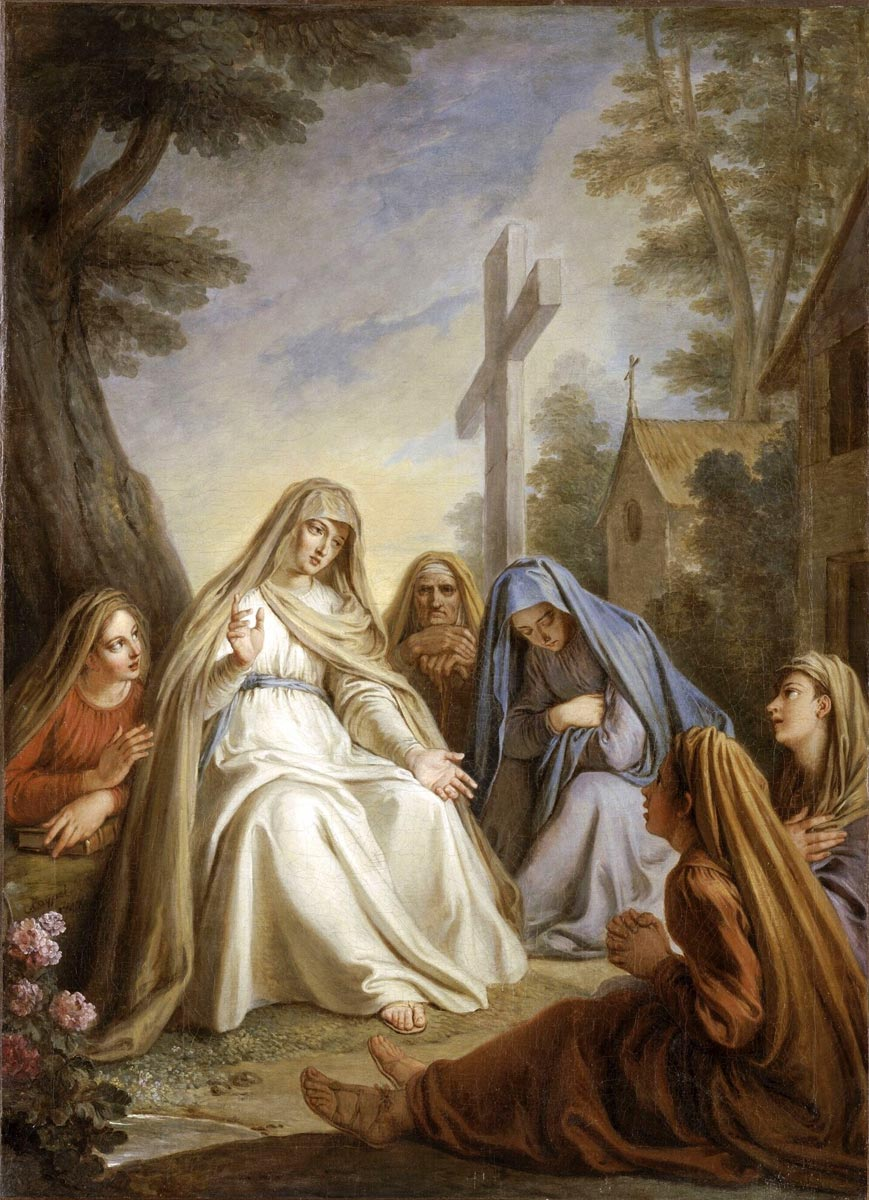
H. Landrada

  - Heilige Landrada van Munsterbilzen († 690) - Gedachtenis (in bisdom Hasselt)
  - Heilige Edgar (van Engeland) († 975)
  - Heilige Kiliaan van Würzburg en volgelingen († 689)
  - Heilige Priscilla († 1e eeuw)
  - Heilige Martelaren van Shanxi, o.a. Amandina van Schakkebroek (Pauline Jeuris), Marie Adolphine (Kaatje Dierkx; Adolfina) en Gregorius Grassi († 1900) (Hoogfeest in Bisdom Breda)
  - Heilige Morwenna († 5e eeuw)
  - Heilige Sunniva van Selje, Alban en 7 gezellinnen († 10e eeuw)
  - Zalige Peter de Kluizenaar († 1115)
  - Zalige Petrus Vigne († 1740)

## Weerextremen

### Nederland
| | Officiële records | Officiële records | Officiële records |      | Landelijke records | Landelijke records | Landelijke records               |
| Gebeurtenis | Jaar              | Extreem           | Locatie           | Jaar | Extreem            | Locatie            |                                  |
| --- | ----------------- | ----------------- | ----------------- | ---- | ------------------ | ------------------ | -------------------------------- |
| Laagste etmaalgemiddelde temperatuur (°C) | 1903              | 11,3              | De Bilt           |      | 1913, 1929         | 10,5               | Maastricht                       |
| Hoogste etmaalgemiddelde temperatuur (°C) | 2023              | 24,7              | De Bilt           |      | 2023               | 25,9               | Maastricht                       |
| Laagste minimumtemperatuur (°C) | 1962              | 3,4               | De Bilt           |      | 1962               | 2,7                | Volkel                           |
| Hoogste minimumtemperatuur (°C) | 1991              | 17,5              | De Bilt           |      | 1991               | 19,2               | Twenthe                          |
| Laagste maximumtemperatuur (°C) | 1903              | 12,5              | De Bilt           |      | 1903               | 12,5               | De Bilt                          |
| Hoogste maximumtemperatuur (°C) | 2023              | 32,2              | De Bilt           |      | 2023               | 34,6               | Eindhoven                        |
| Hoogste uurgemiddelde windsnelheid (m/s) | 1915              | 11,8              | De Bilt           |      | 1964               | 18,0               | De Kooy                          |
| Hoogste windstoot (m/s) | 1967              | 19,5              | De Bilt           |      | 2004 2008          | 24,0               | Lauwersoog Oosterschelde         |
| Langste zonneschijnduur (uur) | 1971              | 15,2              | De Bilt           |      | 1959 1992 2018     | 15,5               | Leeuwarden Lelystad Nieuw Beerta |
| Langste neerslagduur (uur) | 2014              | 12,6              | De Bilt           |      | 2014               | 19,7               | Maastricht                       |
| Hoogste etmaalsom van de neerslag (mm) | 1965              | 29,9              | De Bilt           |      | 1960               | 56,1               | De Kooy                          |
| Laagste etmaalgemiddelde relatieve vochtigheid (%) | 1959              | 55                | De Bilt           |      | 1976               | 40                 | Maastricht                       |
| Laagste uurwaarde luchtdruk op zeeniveau (hPa) | 1980              | 996,1             | De Bilt           |      | 1980               | 995,8              | Vlissingen                       |
| Hoogste uurwaarde luchtdruk op zeeniveau (hPa) | 2013              | 1032,7            | De Bilt           |      | 2013               | 1034,6             | Hoorn Terschelling               |
| Officiële records worden altijd gemeten op het KNMI-weerstation in De Bilt. Landelijke records kunnen worden gemeten op elk officieel KNMI-weerstation in Nederland. |                   |                   |                   |      |                    |                    |                                  |

Uitzonderlijke gebeurtenissen
- 1956 - Officieel hoogste minimumtemperatuur in °C van het jaar gemeten in De Bilt: 15,7
- 1959 - Eerste officiële tropische dag van het jaar (maximumtemperatuur ≥ 30 °C in De Bilt)
- 1975 - Eerste officiële tropische dag van het jaar (maximumtemperatuur ≥ 30 °C in De Bilt)
- 2013 - Landelijk maandrecord hoogste uurwaarde luchtdruk op zeeniveau in hPa van juli gemeten in Hoorn Terschelling: 1034,6. Samen met 10 juli 1911
- 2023 - Officieel hoogste etmaalgemiddelde temperatuur in °C van het jaar gemeten in De Bilt: 24,7 (voorlopig)
- 2023 - Officieel hoogste etmaalgemiddelde temperatuur in °C van juli dit jaar gemeten in De Bilt: 24,7
- 2023 - Landelijk hoogste etmaalgemiddelde temperatuur in °C van juli dit jaar gemeten in Maastricht: 25,9
- 2023 - Officieel hoogste maximumtemperatuur in °C van het jaar gemeten in De Bilt: 32,2 (voorlopig)
- 2023 - Officieel hoogste maximumtemperatuur in °C van juli dit jaar gemeten in De Bilt: 32,2

### België
Dagrecords
- 1900 - Laagste etmaalgemiddelde temperatuur 10,7 °C
- 1893 en 1941 - Hoogste etmaalgemiddelde temperatuur 25,6 °C
- 1913 - Laagste minimumtemperatuur 5,6 °C
- 1941 - Hoogste maximumtemperatuur 33,2 °C
- 1909 - Hoogste etmaalsom van de neerslag 21,6 mm

Uitzonderlijke gebeurtenissen
- 1952 - 32 mm neerslag in één uur nabij de afdamming van de Gileppe (Jalhay). 6 arbeiders verdrinken tijdens plotse overstroming van de Soor.
- 1960 - 58 mm neerslag in Sinaai (Sint-Niklaas).
- 1975 - 90 mm neerslag in Carlsbourg (Paliseul) met veel schade aan de gewassen door hagelbuien.
- 1976 - Einde van de langste hittegolf. Tussen 23 juni en 8 juli blijft de maximumtemperatuur in Ukkel gedurende zestien opeenvolgende dagen boven 30 °C.

<< · 1 · 2 · 3 · 4 · 5 · 6 · 7 · 8 · 9 · 10 · 11 · 12 · 13 · 14 · 15 · 16 · 17 · 18 · 19 · 20 · 21 · 22 · 23 · 24 · 25 · 26 · 27 · 28 · 29 · 30 · 31 · >>